# Live Slow. Die Old
«Live Slow. Die Old.» (Живи медленно.  Умри старым, как насмешка над лозунгом Живи быстро, умри молодым) — дебютный альбом проекта Александра «Чачи» Иванова «RADIO ЧАЧА», издан в 2010 году.

## Об альбоме
Автор отозвался о своём альбоме так:

Эту пластинку я просто хотел записать по-своему… и для этого мне понадобились новые музыканты, мне нужны были свежие идеи и иной подход к аранжировкам! И мне кажется, нам удалось осуществить то, что было задумано на 100%, я очень доволен тем, что получилось.— Премьера программы "LIVE SLOW. DIE OLD".

## Рецензии
Александру Иванову 41 год. Сам факт того, что он "продолжает продолжать" и до сих пор не разделил печальную судьбу большинства матерых панк-рокеров, уже достоин уважения. И про то, что панк по идее музыка протеста, он тоже не забыл. Но новый проект обещал все же гораздо больше, чем пока что сказано. Лучшие эфиры "Radio Чача" ещё впереди.
 — пишет Борис Барабанов в журнале Ъ-Weekend.
По большому счету, «Live Slow. Die Old» стоит на трех китах: на злободневной социальной тематике с песнями про «тандемократию углеводородную» («Закон - тайга») и чиновников с мигалками на дорогах («Вася 2»), иронии (попавшая в радиоэфир песня «Влюбленный металлист») и, что немаловажно, самоиронии («2030», «Arrested Development»). Отсутствие претензий на звание лидера главной панк-команды страны пошло Чаче только на пользу: его новые неглупые песни в непритязательной трехаккордной подаче звучат легко и естественно.
 — пишет Илья Зинин в журнале Rolling Stone.

## Список композиций
| №   | Название                             | Автор(ы)                              | Длительность |
| --- | ------------------------------------ | ------------------------------------- | ------------ |
| 1.  | «Когда вернётся НАИВ?»               | Александр «Чача» Иванов               | 3:01         |
| 2.  | «Элвис Пресли (наших дней)»          | Александр «Чача» Иванов Иван Алексеев | 3:42         |
| 3.  | «Плакаты»                            | Александр «Чача» Иванов Иван Алексеев | 4:01         |
| 4.  | «2030»                               | Александр «Чача» Иванов Иван Алексеев | 3:45         |
| 5.  | «Прокурор — медведь (закон — тайга)» | Александр «Чача» Иванов               | 3:31         |
| 6.  | «Вон из дома»                        | Александр «Чача» Иванов Иван Алексеев | 3:10         |
| 7.  | «Более или менее»                    | Александр «Чача» Иванов               | 4:02         |
| 8.  | «Вася 2»                             | Александр «Чача» Иванов               | 3:26         |
| 9.  | «Влюблённый металлист»               | Дэвид Эрлих Иван Алексеев             | 3:37         |
| 10. | «Arrested Development»               | Александр «Чача» Иванов               | 3:26         |